# Klosstjärnen (Nås socken, Dalarna)
Klosstjärnen är en sjö i Vansbro kommun i Dalarna och ingår i Dalälvens huvudavrinningsområde.